# Copelatus xanthocephalus
Copelatus xanthocephalus är en skalbaggsart som beskrevs av Régimbart 1899. Copelatus xanthocephalus ingår i släktet Copelatus och familjen dykare. Inga underarter finns listade i Catalogue of Life.